# Burlington, North Dakota
Burlington là một thành phố thuộc quận Ward tiểu bang Bắc Dakota, Hoa Kỳ. Burlington được thành lập năm 1883 Thành phố này có diện tích km², dân số theo điều tra năm 2000 là 1096 người.